# Furacão Sandy
O furacão Sandy foi um ciclone tropical que afetou Jamaica, Cuba, Bahamas, Haiti, República Dominicana, e alguns estados da costa leste dos Estados Unidos, entre eles Nova Iorque e Nova Jersey no dia 28 de Outubro de 2012. Foi apelidado de Frankenstorm por ter previsão de chegar ao leste do Canadá no dia das bruxas. Vários voos para Nova Iorque foram então cancelados. Sandy foi elevado à categoria de furacão em 24 de outubro, antes de entrar na Jamaica. Intensificou-se rapidamente e atingiu o território cubano em 25 de outubro, já como um furacão de categoria 3, com um pico de vento sustentado de 115 mph, perto da cidade de  Santiago de Cuba. Em seguida, arrefeceu, passando a categoria 1. Em 26 de outubro, estava sobre as Bahamas.
Em 27 de outubro, Sandy enfraqueceu brevemente, passando à categoria de tempestade tropical e depois se restringiu a um furacão de categoria 1. No início de 29 de outubro, Sandy curvou-se para oeste-noroeste  e, em seguida,  deslocou-se para a costa, perto de Brigantine, Nova Jersey, a nordeste de Atlantic City, como um ciclone pós-tropical, com ventos de força correspondente a furacão.  Sandy continuou à deriva no interior, por mais alguns dias, enfraquecendo gradualmente, até ser absorvido por outra tempestade extratropical que se aproximava, em 2 de novembro[5][12].
Ao longo do dia 29 de outubro, os efeitos do furacão eram sentidos na Costa Leste dos EUA. Ventos fortes e inundações foram previstos para a região.
Na noite do dia 29, o furacão tocou o solo no sul de Nova Jersey, assim os efeitos passaram a ser sentidos em toda costa nordeste. Em Nova Iorque, houve alagamentos, cortes de energia para 650 mil pessoas e ventos de até 150 km/h. A umidade trazida pela tempestade e o ar frio causaram nevascas em Virgínia Ocidental, Carolina do Norte e Tennessee. Após ser rebaixado à categoria de ciclone extratropical em 29 de outubro, Sandy dissipou-se no dia 31, às 20h00 locais (00h00min UTC), a cerca de 8 km a sudoeste de Atlantic City (Nova Jersey).

## Preparativos

### Nova Iorque
Em 28 de outubro, o governador de Nova York, Andrew Cuomo, declarou estado de emergência para todos os municípios do estado. Ele também pediu uma declaração de pré-catástrofe para melhorar o acesso à assistência federal. Ed Mangano ordenou evacuações voluntárias da área de South Shore após o aumento da tempestade, que incluiu a zona sul da Rodovia Sunrise e o norte da Route 25A e em altitudes de 15 pés acima do nível do mar ou menos no North Shore. No Condado de Suffolk, evacuações obrigatórias foram encomendadas para os moradores da Ilha do Fogo e em áreas de surto da zona da Babilônia, Islip, Brookhaven, Riverhead, Southampton e Southold. Abrigos foram abertos em Hampton Bays Alta Escola, Escola Sachem East High, eo Edifício Sonderling Brentwood High School. A maioria das escolas fechou nos condados de Nassau e Suffolk em 29 de outubro. A maioria das escolas foram fechadas em todos os condados de Nassau e Suffolk em 29 de outubro, incluindo Nassau Community College, Colégio Molloy, Universidade Hofstra e Adelphi University. Em 28 de outubro, o presidente Obama assinou uma declaração de emergência para o estado de Nova Iorque. A estrada de ferro Metro-Norte e do Long Island Rail Road suspendeu o serviço a partir das 7 horas do dia 27 de outubro até o dia 30 de outubro. A cafeteria Starbucks fechou todas as suas lojas na cidade de Long Island em 28 de outubro para permitir que os funcionários chegassem em casa antes que o sistema de trânsito fosse fechado. As lojas permaneceram fechadas em 29 de outubro.

## Impacto

### Estados Unidos
Chase e Citibank anunciaram em 28 de outubro que vão evitar cheque especial e juros de mora diária para clientes em Nova York, Nova Jersey, Connecticut nas próximas 72 horas.
Em 29 de outubro, a Agência Federal de Gestão de Emergências (FEMA) orientou as pessoas a usar as mídias sociais como Twitter e Facebook para se comunicar, caso não tenham outro meio de comunicação.
Devido a inundações e outros problemas relacionados com tempestade, a Amtrak cancelou todos os Acela Express, Regional Nordeste, Keystone Serviço e serviços de transporte em 29 e 30 de outubro.
Mais de 13 mil voos foram cancelados em todo os EUA em 29 de outubro, e mais de 3500 foram canceladas 30 de outubro.
Cerca de 8 milhões de clientes sem eletricidade espalhados por 18 estados de Maine a Virgínia como o meio-dia de 30 de outubro. Cerca de metade estava em Nova York e Nova Jersey.
Danos da tempestade foram projetados em US$ 10 bilhões até US$ 20 bilhões, o que significa que pode vir a ser um dos desastres naturais mais caros da história dos EUA.
A New York Stock Exchange e Nasdaq vai reabrir em 31 de outubro após um fechamento de dois dias para tempestade.
A partir do meio-dia 30 de outubro, 33 mortes foram registradas nos EUA.

## Vítimas e danos
| País                 | Vítimas | Desaparecidos | Prejuízos (em USD)      | Referência                  |
| -------------------- | ------- | ------------- | ----------------------- | --------------------------- |
| Haiti                | 54      | 21            | Desconhecido            | [ 22 ] [ 23 ]               |
| Estados Unidos       | 110     | 1             | $50 bilhões (estimado)  | [ 24 ] [ 25 ] [ 26 ] [ 27 ] |
| Cuba                 | 11      | 0             | $80 milhões             | [ 28 ] [ 29 ]               |
| Bahamas              | 2       | 0             | $300 milhões (estimado) | [ 24 ] [ 30 ]               |
| República Dominicana | 2       | 0             | Desconhecido            | [ 28 ]                      |
| Canadá               | 2       | 0             | Desconhecido            | [ 31 ] [ 32 ]               |
| Jamaica              | 1       | 0             | $16,5 milhões           | [ 28 ] [ 33 ]               |
| Total                | 182     | 22            | $50,39 bilhões          |                             |

## Galeria

O furacão Sandy durante sua passagem pela Jamaica, em 24 de outubro.
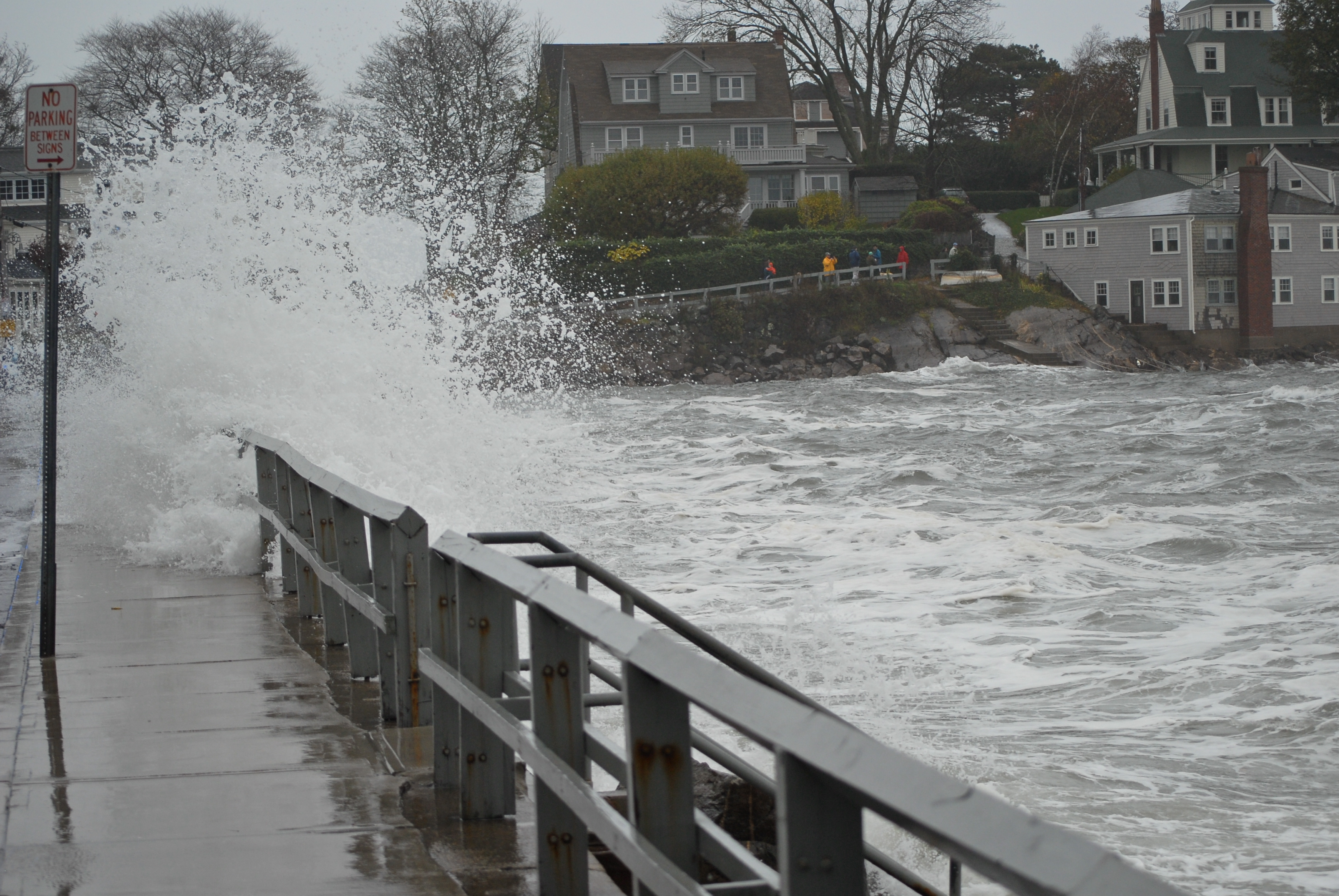
Enchente causada pelo furacão Sandy na cidade estadunidense de Marblehead (Massachusetts), em 29 de outubro.
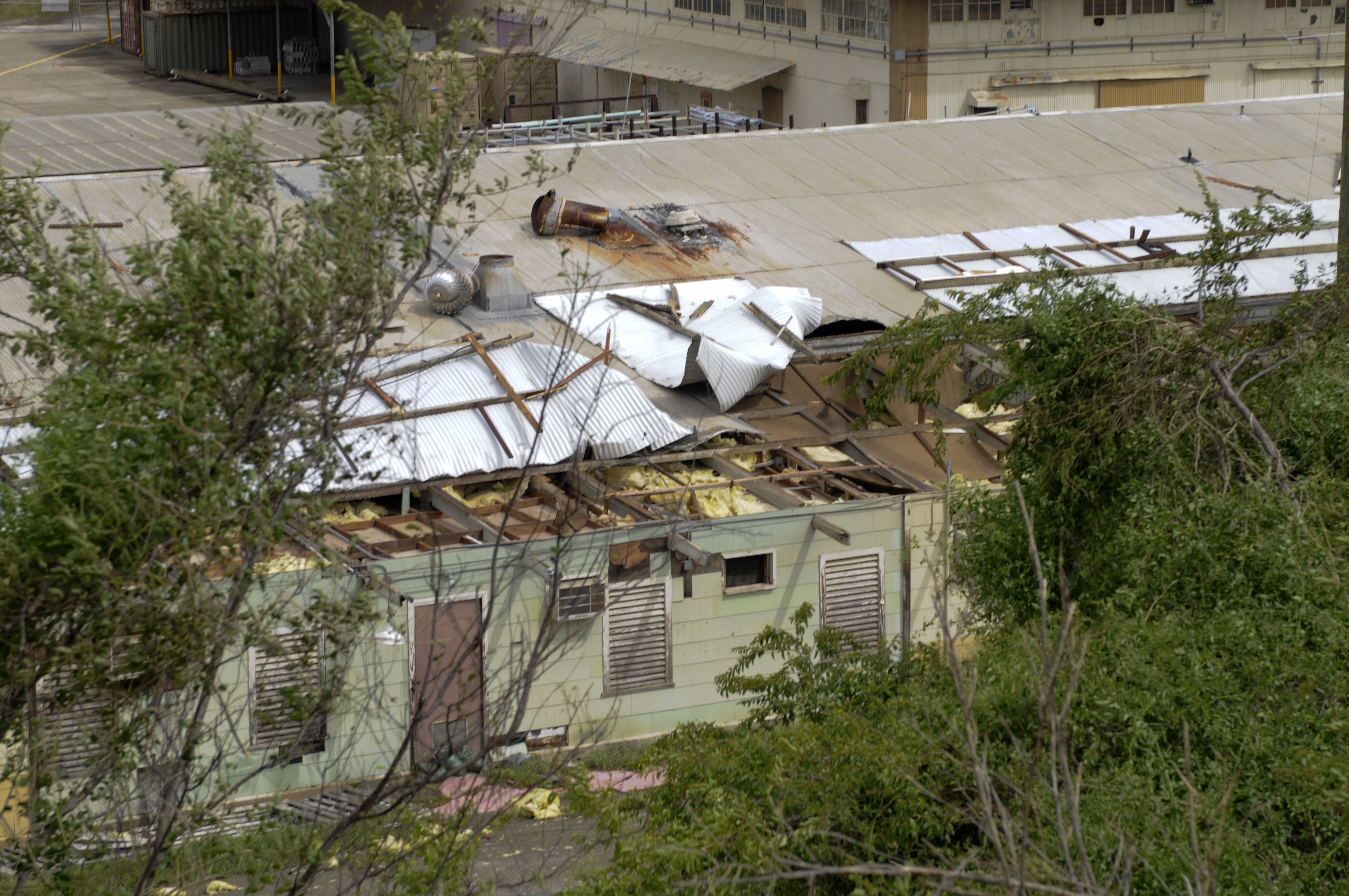
Destruição causada pelo Sandy na Baía de Guantánamo (Cuba), em 25 de outubro.
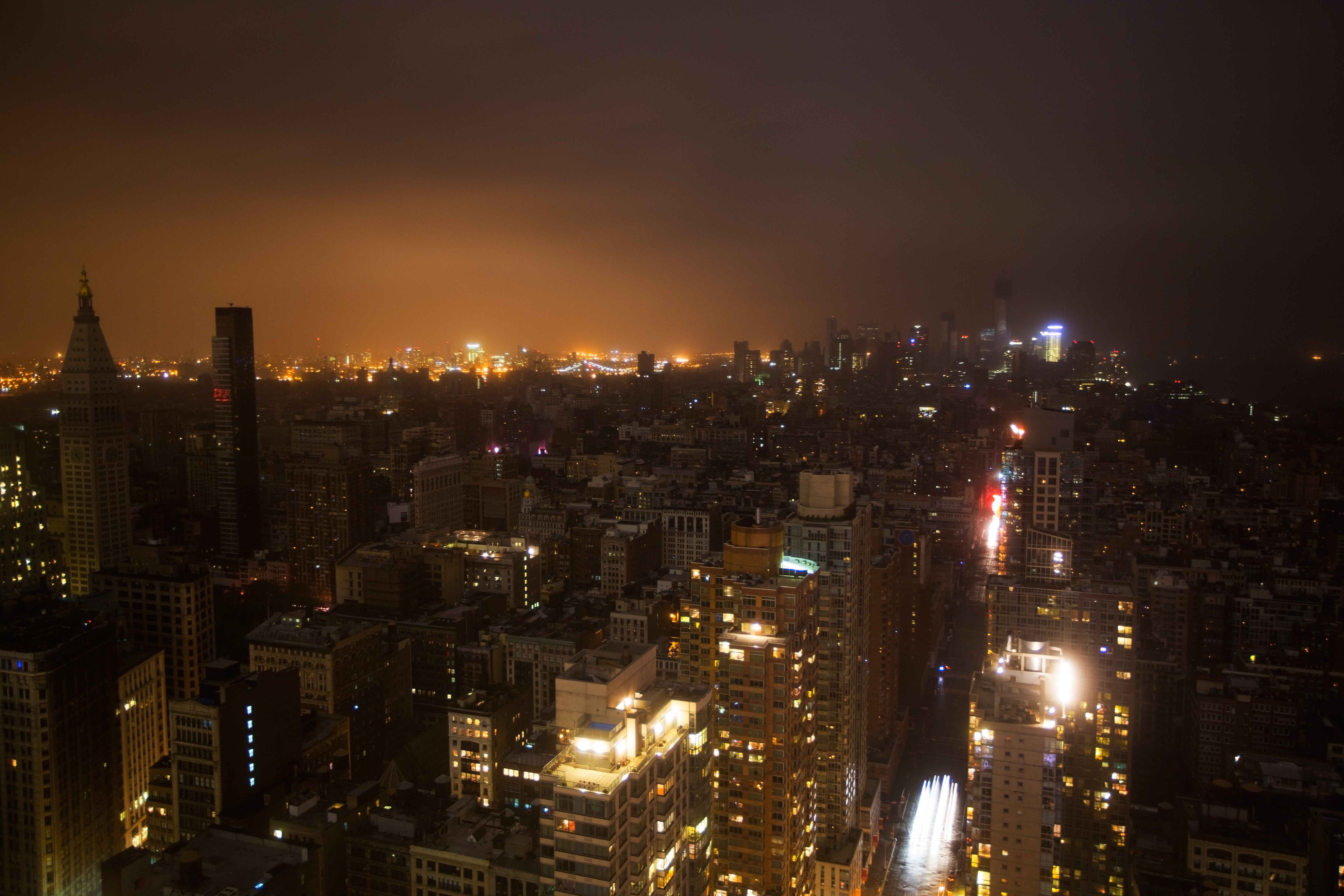
Grande parte da cidade de Nova Iorque (Estados Unidos) ficou sem eletricidade devido aos efeitos climáticos do Sandy.
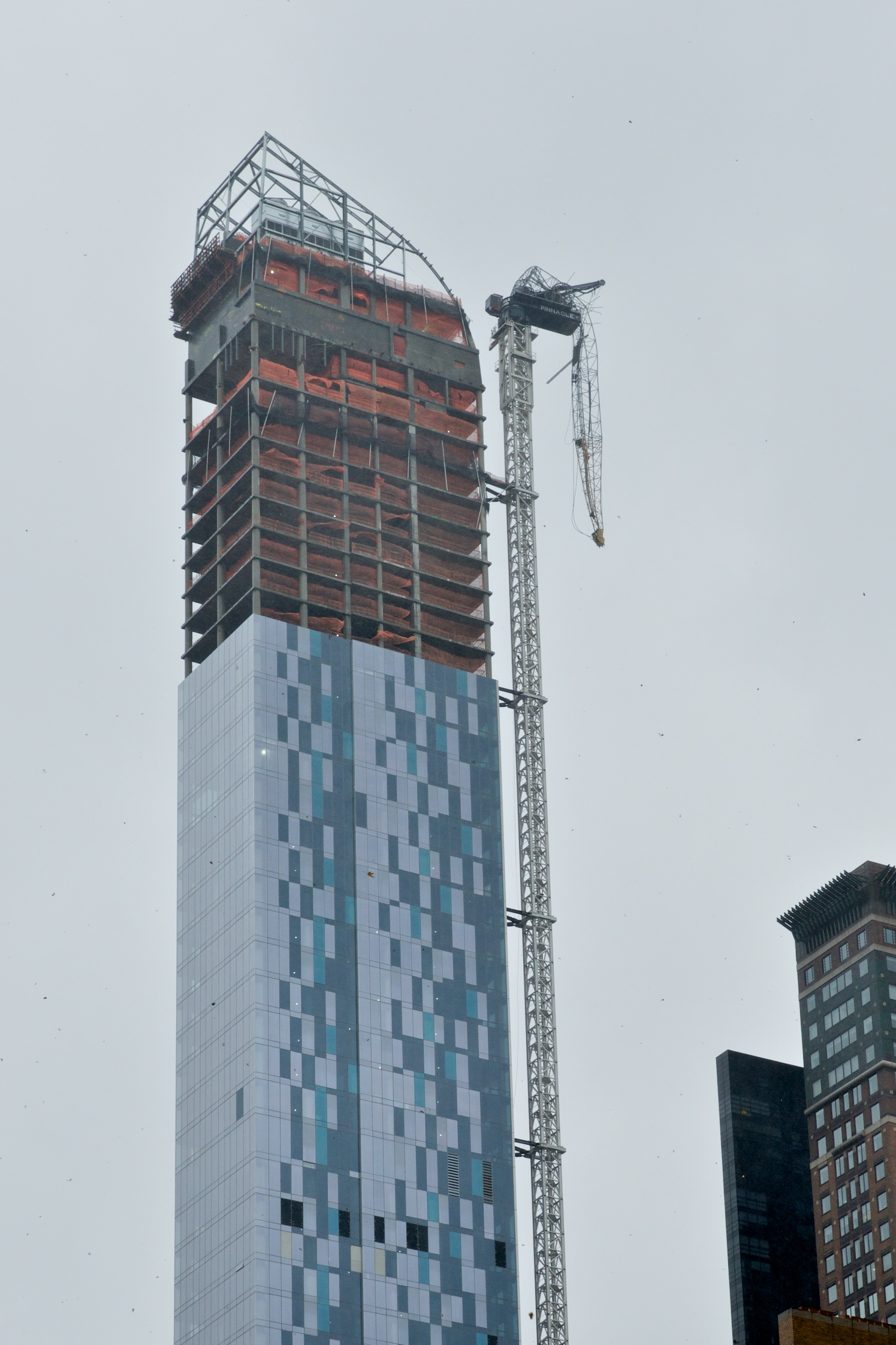
Grua de uma construção (One57) danificado pelos fortes ventos do furacão ameaça cair. Nova Iorque (Estados Unidos), em 29 de outubro.